# Html Viewer 3
Html Viewer 3 (hv3) — достаточно функциональный веб-браузер, который при этом остаётся очень минималистичным (размер 3,2 Мбайт). Hv3 использует движок Tkhtml и SEE (Simple ECMAScript Engine) для JavaScript. Он полностью написан на Tcl/Tk.
Программа кроссплатформенная и опубликована под свободной лицензией GNU GPL.

## Поддерживаемые веб-стандарты
Браузер поддерживает большинство современных веб-стандартов, таких как:
- HTML 4
- CSS 2.1
- JavaScript

Браузер полностью проходит Acid2 тест.

## Использование
При первом запуске браузер предлагает установить hv3_polipo, небольшой веб-кэш, необязательный, но ускоряющий работу на ≈ 25%.
К особенностям браузера относятся панель древовидного представления исходного HTML-текста и режим со скрытым меню, позволяющий максимизировать пространство, отданное под показ веб-страницы. Они доступны из контекстного меню, появляющегося по нажатию правой кнопки мыши.
Поиск по странице и в сети, через поисковые системы доступен через соответствующий пункт меню, строка поиска располагается в нижней части окна приложения, над строкой статуса.

## Доступность исходных текстов
Браузер поставляется в виде starkit-файла, представляющего собой архив исходных текстов браузера на языке Tcl, и выполняемый посредством tclkit runtime свободно доступном с сайта Equi4 software (для Windows также доступен .EXE файл, включающий в себя интерпретатор Tcl/Tk и все необходимые библиотеки для исполнения).
Исходный код может быть извлечён из .kit файла и модифицирован с использованием стандартных, предназначенных для этого средств.
Также доступны исходные коды браузера в виде тарбола последнего релиза или из CVS, которые вы можете собрать самостоятельно.